# Chiampo
Chiampo (velenceiül Ciànpo) település Olaszországban, Veneto régióban, Vicenza megyében. Lakosainak száma 12 531 fő (2023. január 1.). Chiampo Arzignano, Nogarole Vicentino, Ronca, San Giovanni Ilarione, San Pietro Mussolino és Vestenanova községekkel határos.

## Népesség
A település népességének változása:
| Lakosok száma | 12 891 | 12 879 | 12 531 |
|               | 2017   | 2018   | 2023   |